# Ylimmäinen Kirvesluoma
Ylimmäinen Kirvesluoma och Alimmainen Kirvesluoma, eller Kirvesluomat är sjöar i Finland. De ligger i kommunen Kuusamo i landskapet Norra Österbotten, i den nordöstra delen av landet, 600 km norr om huvudstaden Helsingfors. Ylimmäinen Kirvesluoma ligger 268 meter över havet. Arean är 27,7 hektar och strandlinjen är 3,38 kilometer lång. Sjön  ingår i Ijo älvs huvudavrinningsområde. 